# Miss Platnum

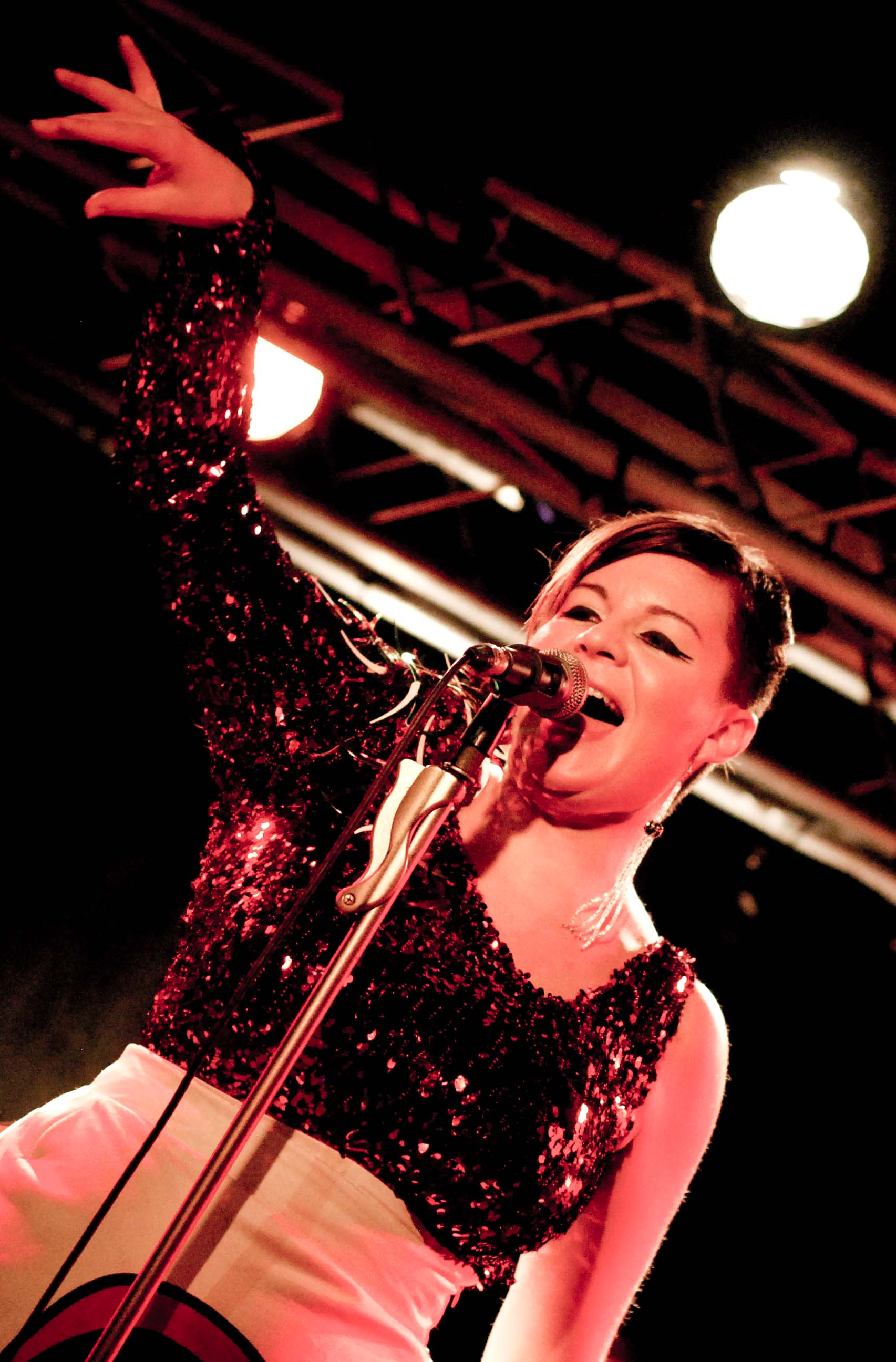
Miss Platnum (2009)

Miss Platnum (* 27. September 1980 in Timișoara, Sozialistische Republik Rumänien; eigentlich Ruth Maria Renner) ist eine deutsch-rumänische Musikerin und Komponistin.

## Leben
Renners Vater gehört zur rumäniendeutschen Minderheit der Banater Schwaben, ihre Mutter ist Rumänin. Sie übersiedelte im Alter von acht Jahren von Timișoara nach Berlin. Dort ging sie im Ortsteil Lichterfelde zur Schule. Sie nahm Gesangsunterricht bei Jocelyn B. Smith und arbeitete in deren Band sowie bei Moabeat als Background-Sängerin.
Im September 2017 heiratete Renner den Regisseur Chehad Abdallah. Aus der Verbindung ging 2019 ein Sohn hervor.

## Werke
Nach ihrem ersten, vergleichsweise unbeachtet gebliebenen Album Rock Me wurde am 25. Mai 2007 ihr zweites Album Chefa veröffentlicht, das sich durch eine Mischung aus Hip-Hop, Soul, R&B, Dancehall und rumänischen Musikelementen auszeichnet und von den Krauts produziert wurde. Die erste, bereits am 11. Mai 2007 veröffentlichte Single-Auskopplung war der Song Give Me the Food. Am 24. August 2007 erschien Come Marry Me in Zusammenarbeit mit Peter Fox, einem Mitglied der Gruppe Seeed, mit der sie bei Freiluftkonzerten in Hamburg, Coburg, Bremen, Bonn, Herdringen und Berlin auf der Bühne stand. Die Single stieg auf Platz 90 in die deutschen Charts ein. In Rumänien feierte die Künstlerin größeren Erfolg. Die Single Give Me the Food schaffte es in die Top 20 der dortigen Charts.
Beim Designerama 2007 sorgte Miss Platnum für die musikalische Untermalung.
Auf der Fornika-Tour 2007 der Fantastischen Vier trat Miss Platnum mit ihrer Band als Vorgruppe auf. Im Jahr 2009 war sie als Backgroundsängerin von Peter Fox mit auf Tour und hat dort auch ihre kommende Single She Moved In präsentiert, zu der Peter Fox auch das Video gedreht hat. Miss Platnum wirkte auch an dem im August 2010 erschienenen Album Zum Glück in die Zukunft des Rappers Marteria sowie der gleichnamigen Tour mit.

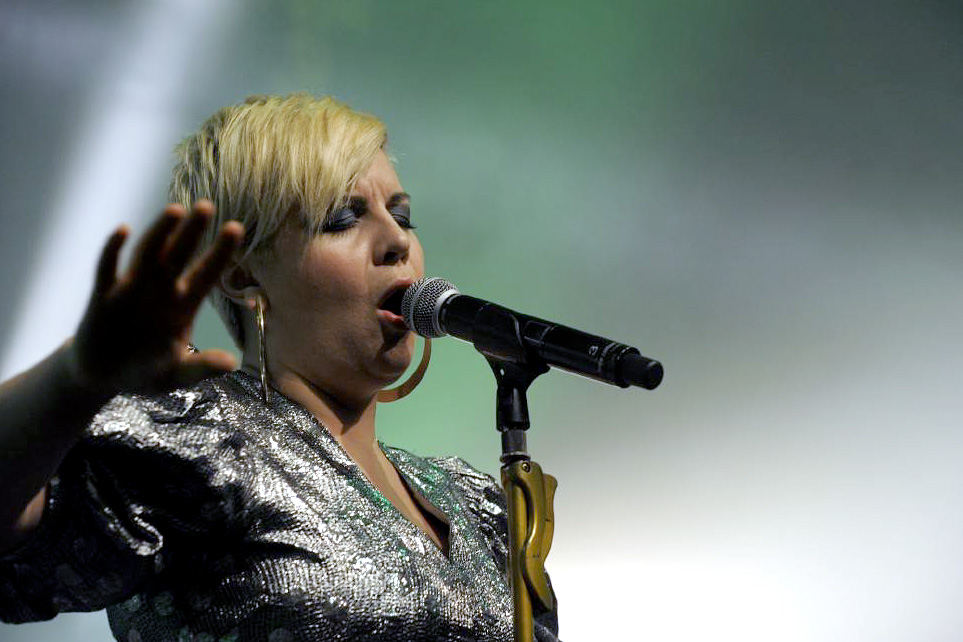
Miss Platnum, moers festival 2010

Zwei Jahre später startete sie mit Marteria und Yasha, den sie schon von Moabeat kannte, das Projekt Lila Wolken, das in einer EP mit fünf gemeinsamen Songs mündete. Nach Erscheinen der EP am 14. September 2012 stieg der Titelsong sofort auf Platz eins der deutschen Singlecharts ein.
Im März 2014 erschien ihr erstes deutschsprachiges Album Glück und Benzin.
Im Herbst 2014 vertrat sie ihr Bundesland Berlin beim Bundesvision Song Contest 2014 mit ihrem Song Hüftgold Berlin und belegte den zwölften Platz.
2015 war sie Teil der Jury der elften Staffel von Popstars auf RTL II. Im Oktober des Jahres kam ihr fünftes und zugleich zweites deutschsprachiges Album Ich war hier auf den Markt.
2019 folgte The Opera, das zusammen mit dem Kölner Musikproduzenten Bazzazian entstand.

## Diskografie

### Studioalben
| Jahr | Titel                 | Höchstplatzierung, Gesamtwochen, AuszeichnungChartplatzierungen (Jahr, Titel, Platzierungen, Wochen, Auszeichnungen, Anmerkungen) | Höchstplatzierung, Gesamtwochen, AuszeichnungChartplatzierungen (Jahr, Titel, Platzierungen, Wochen, Auszeichnungen, Anmerkungen) | Höchstplatzierung, Gesamtwochen, AuszeichnungChartplatzierungen (Jahr, Titel, Platzierungen, Wochen, Auszeichnungen, Anmerkungen) | Anmerkungen                                        |
| Jahr | Titel                 | DE | AT | CH | Anmerkungen                                        |
| ---- | --------------------- | --- | --- | --- | -------------------------------------------------- |
| 2005 | Rock Me               | — | — | — | Erstveröffentlichung: 2005                         |
| 2007 | Chefa                 | — | — | — | Erstveröffentlichung: 25. Mai 2007                 |
| 2009 | The Sweetest Hangover | DE27 (3 Wo.)DE | AT69 (1 Wo.)AT | CH72 (1 Wo.)CH | Erstveröffentlichung: 4. September 2009            |
| 2014 | Glück und Benzin      | DE34 (1 Wo.)DE | — | — | Erstveröffentlichung: 14. März 2014                |
| 2015 | Ich war hier          | — | — | — | Erstveröffentlichung: 2. Oktober 2015              |
| 2019 | The Opera             | — | — | — | Erstveröffentlichung: 2. August 2019 mit Bazzazian |

### Singles
| Jahr | Titel Album                         | Höchstplatzierung, Gesamtwochen, AuszeichnungChartplatzierungen (Jahr, Titel, Album, Platzierungen, Wochen, Auszeichnungen, Anmerkungen) | Höchstplatzierung, Gesamtwochen, AuszeichnungChartplatzierungen (Jahr, Titel, Album, Platzierungen, Wochen, Auszeichnungen, Anmerkungen) | Höchstplatzierung, Gesamtwochen, AuszeichnungChartplatzierungen (Jahr, Titel, Album, Platzierungen, Wochen, Auszeichnungen, Anmerkungen) | Anmerkungen                                                                         |
| Jahr | Titel Album                         | DE | AT | CH | Anmerkungen                                                                         |
| --- | ----------------------------------- | --- | --- | --- | ----------------------------------------------------------------------------------- |
| 2007 | Come Marry Me Chefa                 | DE90 (1 Wo.)DE | — | — | Erstveröffentlichung: 24. August 2007 feat. Pete Fox                                |
| 2009 | She Moved In! The Sweetest Hangover | DE51 (7 Wo.)DE | AT72 (1 Wo.)AT | — | Erstveröffentlichung: 2009                                                          |
| 2012 | Lila Wolken Lila Wolken EP          | DE1 Diamant · (49 Wo.)DE | AT22 Gold · (31 Wo.)AT | CH11 Platin · (27 Wo.)CH | Erstveröffentlichung: 14. September 2012 Verkäufe: + 1.045.000 mit Marteria & Yasha |
| Folgende Lieder erschienen nicht als Single, wurden aber durch das Album zum Download und Streaming bereitgestellt und konnten somit eine Platzierung erlangen: |                                     | | | |                                                                                     |
| |                                     | | | |                                                                                     |
| 2012 | Feuer Lila Wolken EP                | DE52 (9 Wo.)DE | — | — | Charteinstieg: 28. September 2012 mit Marteria & Yasha                              |

Weitere Singles
- 2007: Give Me the Food
- 2007: Mercedes Benz
- 2008: Why Did You Do It
- 2009: Babooshka
- 2013: 99 Probleme
- 2014: Kids
- 2014: Letzter Tanz
- 2014: Glück & Benzin (feat. Yasha)
- 2014: Hüftgold Berlin
- 2015: MDCHN (Mädchen sind die besseren Jungs)
- 2015: Kanonen
- 2015: Send Nudes (feat. Good Guy Boris)

Sonstige
- 2012: Lila Wolken (Stickles Krabbe Remix) (mit Marteria und Yasha) (Juice Exclusive! auf Juice-CD #113)
- 2017: Wir heben ab (mit Alexander Marcus)